# الویس کوری
الویس کوری (انگلیسی: Elvis Comrie؛ زادهٔ ۷ سپتامبر ۱۹۵۹) بازیکن فوتبال اهل بریتانیا است.
از باشگاه‌هایی که در آن بازی کرده است می‌توان به اشاره کرد.
وی همچنین در تیم ملی فوتبال ایالات متحده آمریکا بازی کرده است.